# Jacopo de Atti
Jacopo de Atti (Modena, ... – Brescia, 31 ottobre 1344) è stato un vescovo cattolico italiano.

## Biografia
Dopo due anni di sede vacante papa Benedetto XII nominò Jacopo (o Giacomo) de Atti vescovo di Brescia. Alla sua venuta Mastino I della Scala aveva già occupato Brescia con il favore dei guelfi. Morì il 31 ottobre 1344.

## Stemma
- Di rosso alla palma al naturale accostata a due leoni d'oro, controrampanti[1]